# Günter Haase (Geograph)
Günter Haase (geboren am 16. Januar 1932 in Pulsnitz; gestorben am 2. Februar 2009 in Leipzig) war ein deutscher Geograph.

## Leben und Wirken
Haase studierte ab 1951 Geographie an der Universität Leipzig. Von 1959 bis 1962 arbeitete er als Assistent von Ernst Neef – zunächst in Leipzig, danach am Geographischen Institut der TU Dresden. 1962 promovierte er mit der Arbeit Landschaftsökologische Untersuchungen im Nordwest-Lausitzer Berg- und Hügelland und wurde wissenschaftlicher Sekretär der Geographischen Gesellschaft der DDR. 1969 habilitierte er sich (Titel der Arbeit:  Die Gliederung der Pedosphäre in regionalgeographischer Sicht. Beiträge zu Theorie und Methodik der regionalen Bodengeographie), folgte dem Ruf Edgar Lehmanns und wurde Mitarbeiter am Institut für Geographie der Akademie der Wissenschaften der DDR. Von 1986 bis 1998 leitete er Arbeitsgruppe Naturhaushalt und Gebietscharakter an der Sächsischen Akademie der Wissenschaften. Ab 1990 arbeitete er zudem am Umweltforschungszentrum Leipzig-Halle. Von 1990 bis 1997 war er Professor für Physische Geographie an der Fakultät für Mathematik und Naturwissenschaften der Universität Leipzig und von 1991 bis 1996 Präsident der Sächsischen Akademie der Wissenschaften.
Haases Arbeitsschwerpunkt lag in der Allgemeinen und Regionalen Landschaftsökologie. Geprägt von Neefs Verständnis der Geoökologie verband er das Ökologiekonzept der Biowissenschaften mit dem Landschaftskonzept der Geografie. Er definierte Landschaft als „ein von den Naturbedingungen vorgezeichneter und vom Menschen überprägter bzw. gestalteter Ausschnitt der Erdoberfläche“.
Zusammen mit Rolf Schmidt war er verantwortlich für die Erstellung der Bodenkarte im Atlas DDR. Nach der Wiedervereinigung war er zusammen mit Schmidt und Günter Roeschmann an der Entwicklung der gesamtdeutschen Bodenübersichtskarte der Bundesrepublik Deutschland 1:1.000.000 (BÜK 1000) beteiligt.

## Ehrungen
- 1982 Wahl zum Mitglied der Leopoldina.[8]
- 1985 Zuwahl in die Sächsische Akademie der Wissenschaften zu Leipzig.[9]
- 1989 bis 1992 korrespondierendes Mitglied der Akademie der Wissenschaften der DDR.[10]
- 1991 Mitglied der Academia Europaea.[11]
- 1996 Verleihung des Bundesverdienstkreuzes 1. Klasse.

## Publikationen
- Landschaftsökologische Untersuchungen im Nordwest-Lausitzer Berg- und Hügelland (T. 1–3). Leipzig 1962
- Die Gliederung der Pedosphäre in regionalgeographischer Sicht : Beiträge zu Theorie u. Methodik d. regionalen Bodengeographie. [1–3]. Dresden 1969
- Struktur und Gliederung der Pedosphäre in der regionischen Dimension. Akademie-Verlag, Berlin 1978
- Das Geom als regionischer Normtyp der Naturraumgliederung. Hirzel, Stuttgart 1998